# Jurij Szewel
Jurij Mykołajowycz Szewel, ukr. Юрій Миколайович Шевель (ur. 29 stycznia 1988 w Wysznewo) – ukraiński piłkarz, grający na pozycji napastnika.

## Kariera piłkarska

### Kariera klubowa
Wychowanek Dynama Kijów oraz Łokomotyw-MSM-OMIKS Kijów, barwy których bronił w juniorskich mistrzostwach Ukrainy (DJuFL). Karierę piłkarską rozpoczął 11 kwietnia 2005 w składzie Dynamo-3 Kijów. W 2007 grał w drugiej drużynie. Latem 2008 wyjechał do Węgier, gdzie występował w klubach Nyíregyháza Spartacus FC oraz Kaposvölgye VSC. Na początku 2012 został piłkarzem FK Odessa. Latem 2012 wyjechał do Mołdawii, gdzie został piłkarzem Olimpii Bielce. W lipcu 2013 został wypożyczony do Dacii Kiszyniów, w której grał do końca roku. Latem 2014 opuścił klub z Bielc. Dopiero 5 lutego 2015 znalazł pracę w Gurii Lanczchuti, w której grał przez pół roku. 3 marca 2016 przeniósł się do SK Zugdidi, w którym grał do końca czerwca 2016.

### Kariera reprezentacyjna
Debiutował w reprezentacji U-17 oraz U-19. Występował również w młodzieżowej reprezentacji Ukrainy.

## Sukcesy i odznaczenia

### Sukcesy klubowe
- brązowy medalista Pierwszej lihi Ukrainy: 2007